# Уотсон, Вик
Ви́ктор Ма́ртин Уо́тсон (англ. Victor Martin Watson; 10 ноября 1897 — 3 августа 1988) — английский футболист, нападающий. Наиболее известен по своим выступлениям за клуб «Вест Хэм Юнайтед».

## Футбольная карьера
В 1920 году «Вест Хэм Юнайтед» заплатил £50 за переход Уотсона из клуба «Уэллингборо Таун». Всего Уотсон сыграл за «Вест Хэм» 505 матчей и забил 326 голов (клубный рекорд). 9 февраля 1929 года в матче против «Лидса» он забил шесть голов, а встреча завершилась со счётом 8:2. Также Уотсон трижды делал «покер» в матчах за клуб, а также сделал 13 хет-триков.
В 1923 году Уотсон провёл 2 матча за сборную Англии, и ещё 3 матча в 1930 году, забив в общей сложности 4 гола, включая 2 гола в ворота сборной Шотландии на Домашнем чемпионате Британии 1930 года.
Сезон 1935/36 Уотсон провёл в клубе «Саутгемптон», став лучшим бомбардиром команды с 14 голами в 36 матчах чемпионата. В 1936 году он принял решение о завершении карьеры.

## После завершения карьеры
Родился седьмым ребёнком в семье сельского работника Филипа Уотсона и Элис Уотсон. Во время Первой мировой войны служил капралом в 1-м Кембриджширском и 7-м Нортгемптонширском полку Британской армии.
Завершив карьеру футболиста, Вик Уотсон работал садоводом в Гертоне. В июне 1923 года женился на Кэтлин Септиме Смит, у них было пятеро детей: Филлис, Бетти, Берил, Джон и Джеральд.
Он умер в августе 1988 года в возрасте 90 лет. В июне 2010 года в Гертоне была размещена памятная табличка с его именем.

## Достижения
- Лучший бомбардир Первого дивизиона Футбольной лиги: 1930
- Лучший бомбардир в истории «Вест Хэм Юнайтед»: 326 голов
- Рекордсмен «Вест Хэм Юнайтед» по количеству голов в сезоне: 50 голов
- Рекордсмен «Вест Хэм Юнайтед» по количеству голов в сезоне лиги: 42 гола
- Рекордсмен «Вест Хэм Юнайтед» по количеству голов в одном матче: 6 голов[2]

## Статистика выступлений
| Клуб             | Сезон            | Лига | Лига | Кубок Англии | Кубок Англии | Итого | Итого |
| Клуб             | Сезон            | Игры | Голы | Игры         | Голы         | Игры  | Голы  |
| ---------------- | ---------------- | ---- | ---- | ------------ | ------------ | ----- | ----- |
| Вест Хэм Юнайтед | 1920/21          | 9    | 2    | 0            | 0            | 9     | 2     |
| Вест Хэм Юнайтед | 1921/22          | 37   | 12   | 3            | 1            | 40    | 13    |
| Вест Хэм Юнайтед | 1922/23          | 41   | 22   | 9            | 5            | 50    | 27    |
| Вест Хэм Юнайтед | 1923/24          | 11   | 3    | 0            | 0            | 11    | 3     |
| Вест Хэм Юнайтед | 1924/25          | 41   | 22   | 6            | 1            | 47    | 23    |
| Вест Хэм Юнайтед | 1925/26          | 38   | 20   | 1            | 0            | 39    | 20    |
| Вест Хэм Юнайтед | 1926/27          | 42   | 34   | 3            | 3            | 45    | 37    |
| Вест Хэм Юнайтед | 1927/28          | 33   | 16   | 2            | 0            | 35    | 16    |
| Вест Хэм Юнайтед | 1928/29          | 34   | 29   | 5            | 1            | 39    | 30    |
| Вест Хэм Юнайтед | 1929/30          | 40   | 42   | 4            | 8            | 44    | 50    |
| Вест Хэм Юнайтед | 1930/31          | 18   | 14   | 0            | 0            | 18    | 14    |
| Вест Хэм Юнайтед | 1931/32          | 38   | 23   | 2            | 2            | 40    | 25    |
| Вест Хэм Юнайтед | 1932/33          | 35   | 24   | 6            | 4            | 41    | 28    |
| Вест Хэм Юнайтед | 1933/34          | 30   | 26   | 2            | 3            | 32    | 29    |
| Вест Хэм Юнайтед | 1934/35          | 15   | 9    | 0            | 0            | 15    | 9     |
| Вест Хэм Юнайтед | Итого            | 462  | 298  | 43           | 28           | 505   | 326   |
| Саутгемптон      | 1935/36          | 36   | 14   | 1            | 0            | 37    | 14    |
| Саутгемптон      | Итого            | 36   | 14   | 1            | 0            | 37    | 14    |
| Всего за карьеру | Всего за карьеру | 498  | 312  | 44           | 28           | 542   | 340   |